# Mystacidium tanganyikense
Mystacidium tanganyikense är en orkidéart som beskrevs av Victor Samuel Summerhayes. Mystacidium tanganyikense ingår i släktet Mystacidium och familjen orkidéer. Inga underarter finns listade i Catalogue of Life.